# Liste der Stolpersteine in Hamburg-Rissen
Die Liste der Stolpersteine in Hamburg-Rissen enthält alle Stolpersteine, die im Rahmen des gleichnamigen Kunst-Projekts von Gunter Demnig in Hamburg-Rissen verlegt wurden. Mit ihnen soll Opfern des Nationalsozialismus gedacht werden, die in Hamburg-Rissen lebten und wirkten.
Diese Seite ist Teil der Liste der Stolpersteine in Hamburg, da diese mit insgesamt 7139 (Stand: März 2025) Steinen zu groß würde und deshalb je Stadtteil, in dem Steine verlegt wurden, eine eigene Seite angelegt wurde.
| Adresse                   | Person(en)        | Inschrift | Bilder | Anmerkung                            |
| ------------------------- | ----------------- | --- | ------ | ------------------------------------ |
| Rissener Landstraße 231 · | Gerda Nagel       | Hier wohnte Gerda Nagel Jg. 1926 eingewiesen 1940 Alsterdorfer Anstalten 'verlegt' 16.8.1943 Heilanstalt Am Steinhof Wien tot 24.10.1945 Mangelernährung |        | Eintrag auf stolpersteine-hamburg.de |
| Wülpensand 33 ·           | Herbert Damkowski | Hier wohnte Herbert Damkowski Jg. 1912 im Widerstand/ISK verhaftet 19.3.1938 Gefängnis Berlin-Moabit entlassen 18.3.1940                                 |        | Eintrag auf stolpersteine-hamburg.de |